# Karin Borenäs
Karin Maria Borenäs, född 1953, är en svensk geovetare specialiserad på oceanografi. Hon är sedan 2001 chef för den oceanografiska forskningsenheten vid SMHI och var 2004–2010 adjungerad professor i oceanografi vid Göteborgs universitet. Hon forskar bland annat kring bottenströmmar och is, exempelvis det arktiska istäckets känslighet för systemförändringar.